# 上越高等学校
上越高等学校（じょうえつこうとうがっこう、英: Joetsu High School）は、新潟県上越市寺町にある私立高等学校。学校法人古川学園が運営する。

## 概要
新潟県内では2番目に古い私立高等学校である。明治時代後期の1904年（明治37年）に、女性に教育の機会を与え、必要な知識技能を教授する志を抱いた藤縄正朔が私財を投じ、私立女子裁縫学校を設立したことに始まる。
大正から昭和にかけて、高田実科女学校、高田高等家政女学校などと名称を変えてきた。戦後の学制改革により高田家政高等学校となり、1951年（昭和26年）の制度改革に際して設置母体を学校法人古川学園とした。この間、校長は創立者藤縄正朔の娘である古川フジが主に長年にわたり務めた。
1961年（昭和36年）に普通科を設置し校名を高田女子高等学校とし、1982年（昭和57年）には男女共学としたのを機に校名を現在の上越高等学校として今日に至っている。2004年（平成16年）に創立100周年を迎えた。
創立100周年を機に学校ビジョン「進学、資格、品格で地域の期待に応える上越高校」を掲げ、進路志望を達成できる確かな学力の育成、生徒の未来を育むキャリア教育の充実、建学の精神「自主・誠実・礼節」に基づく品格の醸成をめざすことを謳った。
2014年（平成26年）3月食物科を閉科して、全普通科の高等学校となった。同年、創立110周年を迎え、記念事業として校舎全面改築を行い、校舎施設の全貌を一新した。　また「ICTを活用した国際コミュニケーション能力の向上」が新潟県魅力ある私立学校づくり支援事業に採択され、「ふるさとを見つめ、世界と交流する」をモットーに、国際理解教育・英語教育を推進している。
その後、運動部活のさらなる活性化をめざして、施設設備の充実を図り、2015年には柔剣道場「鳳翔館」、人工芝サッカー練習場、砂入人工芝テニスコート、2016年に人工芝屋内練習場（主に野球やサッカー練習用）、2018年に人工芝第二グラウンド（サッカーの公式試合が可能なフルピッチサイズ）などを構築した。
2024年（令和6年）には創立120周年を迎えた。120周年記念事業として第２体育館と生徒専用の生徒寮を建設。第 2 体育館は体育授業の展開を改善するとともに、「鳳翔館（柔剣道場）」と一体的に運用し、卓球、バレーボール、バスケットボール、ダンス、バドミントン、剣道、柔道等の屋内部活動の一層の活躍を推進する目的である。
又、生徒寮「継心館」の建設は、サッカー部をはじめとする運動部の活躍により年々増加している県外生の更なる生活環境・教育環境の改善が目的である。
1学年は普通科5クラス（グローバル特進コース、普通コース）、3学年合計15クラス（定員600人）からなっている。
Ma

## 設置学科
- 普通科（下記の2コースがある）
  - グローバル特進コース（2年次から文系・理系の2系列に分かれる）
  - 普通コース（2年次からは更に下記の2コースに分かれる）
    - 進学コース
    - キャリアデザインコース（フード系・ファッション系・情報系の3系列に分かれる）

## 沿革
- 1904年（明治37年）
  - 3月 - 私立女子裁縫学校の設立認可申請。
  - 4月8日 - 私立女子裁縫学校の設立認可。
  - 6月1日 - 私立女子裁縫学校を中頸城郡高城村大字四の辻通（現在の上越市西城町1丁目）に開校。
- 1908年（明治41年）7月 - 校舎を高田町下寺区善行寺境内（現在の地）に移転新築。
- 1918年（大正7年）7月 - 校名を高田実科女学校に改称。
- 1927年（昭和2年）2月 - 中等学校の設立認可、校名を高田高等家政女学校に改称。
- 1948年（昭和23年）4月 - 学制改革にともない高田家政高等学校および併設中学校設立認可。
- 1951年（昭和26年）2月 - 制度改革により学校法人古川学園となる。
- 1954年（昭和29年）5月 - 新校舎落成記念祝賀式典挙行（併設中学校生徒募集停止）。
- 1960年（昭和35年）1月 - 新校舎及び体育館落成記念祝賀式典挙行。
- 1961年（昭和36年）4月 - 普通科設置、校名を高田女子高等学校と改称。
- 1963年（昭和38年）4月 - 商業科設置。
- 1965年（昭和40年）4月 - 食物科設置。
- 1982年（昭和57年）
  - 3月 - 調理師養成課程食物科の認可。
  - 4月 - 上越高等学校に改称し男女共学となる。
- 1983年（昭和58年）4月 - 普通科の男女共学となる。
- 1992年（平成4年）4月 - 商業科を普通科に改編、食物科2学級、普通科4学級募集となる。
- 2014年（平成26年）
  - 3月- 食物科閉科、普通科5学級となる。
  - 4月- 「ICTを活用した国際コミュニケーション能力の向上」が新潟県魅力ある私立学校づくり支援事業に採択された。
  - 10月- 校舎全面改築竣工、移転。
  - 11月- 創立110周年  校舎改築竣工記念式典挙行。
- 2015年（平成27年）
  - 3月- 柔剣道場「鳳翔館」竣工。
  - 10月- 人工芝サッカー練習場、砂入人工芝テニスコート（2面）竣工。
- 2016年（平成28年）8月- 人工芝屋内練習場竣工。
- 2018年（平成30年） - 人工芝第2グラウンド完成。
- 2024年（令和６年）
- ・4月- 第二体育館竣工。
- ・4月- 生徒寮「継心館」竣工。
- ・10月-創立120周年記念式典挙行。

## 部活動
- 運動部 - サッカー、野球、ダンス、バレーボール（女）、陸上競技、卓球、柔道、剣道、バスケットボール（男・女）、テニス
- 文化部 - 音楽、美術、書道、インターアクトクラブ、料理、華道、英語、囲碁・将棋、写真、パソコン　科学部

## 教育理念

### 校訓
- 自主
- 誠実
- 礼節

### 教育目標
- 伝統を踏まえ、次世代国家と社会の要求にこたえうる心身共に健全な人を目指し、規律正しく、教養豊かで、よりよく生きる力を備えた人を育成する。

### 教育方針
- 一人一人の生徒を大切にし、精神的にたくましい生徒を育成するために、丁寧な指導をする。
- 生徒の進路第一希望を達成させるために、具体的で実践的な指導をする。

## 年間学校行事
- 入学式
- 遠足
- 体育祭
- スポーツ大会
- イングリッシュチャレンジセミナー
- 秋輝祭（上越高校の学園祭）
- 修学旅行（２年生）
- スキー授業（１年生）
- スプリングフェスティバル（地元の方参加型のイベント）
- 卒業式

## 校歌
作詞：相馬御風、作曲：汐澤安彦

## アクセス
- えちごトキめき鉄道妙高はねうまライン高田駅 徒歩約5分

## 著名な出身者
- 吉川照美（テディベア作家）
- 片山愁（漫画家）
- 間嶋里美（声優）
- 星瑞枝（トリノ五輪日本代表アルペンスキー選手）
- 神波憲人（野猿ボーカル）
- 阿里操（作家、「夕日と水車の詩」、「悲しみよ森の彼方へ」などの著作者）
- 伊藤とし子（長崎の爆心地で被爆するも、東京中野区で80歳を超えて歯科医師を務めた）
- 南里空海（ジャーナリスト、著書「神饌」が世界料理本賞を受賞）
- 小嶋慶祐（アニメーター）

## 外部ページ
- 上越高等学校